# Charles Fisher (Politiker, 1789)

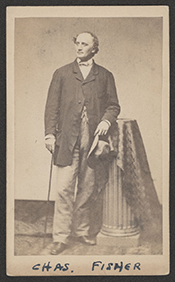
Charles Fisher

Charles Fisher (* 20. Oktober 1789 bei Salisbury, North Carolina; † 7. Mai 1849 in Hillsboro, Mississippi) war ein US-amerikanischer Politiker. Zwischen 1819 und 1821 sowie nochmals von 1839 bis 1841 vertrat er den Bundesstaat North Carolina im US-Repräsentantenhaus.

## Werdegang
Charles Fisher wurde in Raleigh privat unterrichtet. Nach einem späteren Jurastudium wurde er als Rechtsanwalt zugelassen; er hat diesen Beruf aber nicht ausgeübt. Politisch schloss sich Fisher der Demokratisch-Republikanischen Partei an. Im Jahr 1818 zog er in den Senat von North Carolina ein. Nach dem Tod des Abgeordneten George Mumford wurde Fisher bei der fälligen Nachwahl für den zehnten Sitz von North Carolina als dessen Nachfolger in das US-Repräsentantenhaus in Washington, D.C. gewählt, wo er am 11. Februar 1819 sein neues Mandat antrat. Nach einer Wiederwahl konnte er bis zum 3. März 1821 im Kongress verbleiben. Im Jahr 1820 verzichtete er auf eine weitere Kandidatur.
Zwischen 1821 und 1836 saß Fisher als Abgeordneter im Repräsentantenhaus von North Carolina, dessen Speaker er in den Jahren 1831 und 1832 er war. Nach der Auflösung seiner Partei in den 1820er Jahren schloss er sich der 1828 vom späteren Präsidenten Andrew Jackson gegründeten Demokratischen Partei an. Im Jahr 1835 war er Mitglied einer Versammlung zur Überarbeitung der Verfassung von North Carolina. Bei den Kongresswahlen des Jahres 1838 wurde Fisher erneut im zehnten Distrikt seines Staates in das US-Repräsentantenhaus gewählt, wo er am 4. März 1839 Abraham Rencher ablöste. Da er im Jahr 1840 nicht mehr kandidierte, konnte er bis zum 3. März 1841 nur eine weitere Legislaturperiode im Kongress verbringen.
Nach seinem endgültigen Ausscheiden aus dem US-Repräsentantenhaus zog sich Charles Fisher aus der Politik zurück. Er starb am 7. Mai 1849 während eines Besuchs in Mississippi.